# Дизакский магал
Дизакский магал (азерб. Dizaq mahalı, арм. Դիզակ) — один из магалов Карабахского ханства. На сегодняшний день территория Дизакского магала, будучи исторически небольшой по площади, соответствует территориям Ходжавендского района современного Азербайджана.

## Краткая информация
- Год создания — 1737 год
- Центр — село Туг
- Крупные населенные пункты — Гадрут, Джуварлы, Халифашахлы.
- Соседние магалы — на западе — Бергюшадское, на севере — Варандинское, на востоке Джеваншир-Дизакское, на юге Хырдапара-Дизакский магал.

## Происхождение названия
Происхождение магала связано с персидским словом «Дизак», что в переводе означает «Маленький форт» . В середине IX века в составе провинции Байлакан упоминается крепость Ктиш. В XIII веке Байлакан в виде Белукан в пространной армянской надписи монастыря Гтич упоминается в составе Дизака («Белукан Дизакский со своими угодьями…»).

## География
Территория магала Дизак начиналась от горного пояса Зийарат и Деличайа и простиралась до реки Аракс у моста Худаферина.

## История
Дизак находится в южной части Закавказья и охватывает территорию, протянувшуюся от Малого Кавказского хребта до равнин у слияния рек Аракс.
Во времена правления Сефевидов (1502—1722 гг.) Дизак входил в состав Карабахского (Гянджинского) беглербегства Сефевидского государства и управлялась армянскими меликами.
В XVII веке владетелями Дизака становятся Гукас и его сын Аван из рода Лорис-Меликянов, переселившиеся сюда из села Арту провинции Лори и сделавшие Туг столицей своего княжества. Здесь князь Гукас «восстановил монастырь Гтич, основал обитель и поселился в том же монастыре. А сын, мелик Аван, в селе Тох воздвиг великолепную церковь и укрепил поселение обводными стенами Построенный им в том же селе прекрасный дворец, украшенный армянскими надписями, сохраняется и сегодня».
Раффи в своей книги «Меликства Хамсы» говоря о меликах Карабаха отмечает, что «крепость мелика Дизака находилась в селе Тох, возле монастыря Гтич, возвышающегося до самих небес».

Во время правления мелика Есаии, княжество Дизак находилось в состоянии войны с персидским шахом, по приказу которого Казим-хан вместе с Панах-ханом во главе многочисленного войска осадили крепость Тох. Несмотря на численное превосходство все попытки персов овладеть крепостью были тщетны, как отмечает Раффи:
Тот, кто видел Тох, понимает, что многочисленность вражеского войска не могла испугать мелика Есаи, так как могущественному противнику вместе с его храбрыми воинами противостояло и неприступное расположение крепости.
На территории Дизака сформировался 4 магала. Дизак, Джеваншир-Дизак, Хырдапара-Дизак, Дизак-Джабраиллы.

### Образование Дизакского магала
Карабахское ханство состояло из 25 магалов — 1) Джеваншир-Дизак, 2) Хырдапара-Дизак, 3) Дизак, 4) Дизак-Джабраиллы, 5) Чулундур, 6) Пусиян, 7) Мехри, 8) Бергюшад, 9) Гарачорлу, 10) Багабюрд, 11) Кюпара, 12) Аджанан-Тюрк, 13) Сисиан, 14) Татев, 15) Варанда, 16) Хачын, 17) Челебиюрд, 18) Талыш, 19) Коланы, 20) Демирчигасанлы, 21) Ийирмидеорд, 22) Отузики, 23) Кебирли (I), 24) II Кебирли (II) и 25) Джеваншир.
Магалами управляли наибы, а селениями в составе магалов — кедхуды.
Дизакский магал простирался на западе от реки Хекери и Гюльтепе и до Малтепе на востоке, на
юге от реки Араз до горы Хурат. В связи с высоким плодородием земли здесь хорошо произрастали
хлопок, чалтык и хлебные злаки. По свидетельству Мирзы Юсифа Карабаги, мелики Дизага были пришлыми, их предки являлись выходцами из Анатолии. Дизагский мелик Еган пользовался большим доверием Надир шаха, который поручил ему представлять всех меликов магала.
В 16 селах Дизакского магала проживали 288 семей (110 — плательщики подати, 178 -
неплательщики). Самыми крупными были села Гадрут (70 семей) и Туг (78 семей). Население в основном занималось растениеводством и, частично, животноводством. В некоторых селах развивалось также и ткачество (об этом можно судить по выплате подати на производство шелковых тканей). Население села Джуварлы обслуживало ханских соколов. В 1822 году по магалу в казну поступило податей и платежей в размере 214 червонцев и 6360 рублей 2 копейки ханскими деньгами. Большую часть населения магала составляли армяне, имелось лишь одно азербайджанское село, в котором проживали 6 семей. Кроме того, в селе Туг, наряду с армянами, жили 4 мусульманские семьи. Мусульмане составляли 3,47 % от общей численности населения. Дизак находился под управлением мелика Аслана.
Согласно «Подробной тетради», Дизакский район подчинялся непосредственно Гянджа-Карабахскому беглярбекству. Самыми большими селами здесь были Таган (зарегистрировано 79
жителей армян мужского пола), Туг (73 жителей армян мужского пола), Джабраиллы, в котором проживало 62 азербайджанца — плательщика подати, Гадрут (зарегистрировано 88 жителей армян
мужского пола), Марулиан (30 мусульман мужского пола). В ряде сел района — Айри, Кенак, Кюрзанды, Довлетиар, Халифашахлы, Мазраа, Булатаг, Охчу, Хырдахадж, Намхеш, Хекерим, Хырманджиг, Макладере, Нуркиши, Зимми Чоджай, Венг, Маниа, Нурешин, Меликджан и Чименек никто не жил, на здешних полях жители соседних сел выращивали злаковые культуры. Основным занятием в районе было возделывание пшеницы, ячменя, проса и чалтыка, а также животноводство. В некоторых селах было развито шелководство и хлопководство.
Магал был ликвидирован в 1840 году и преобразован в российскую провинцию. На основе царской реформы «Учреждение для управления Закавказским краем» от 10 апреля 1840 года. в составе Каспийской области был образован Шушинский уезд. Джеваншир-Дизакский магал вошёл в состав Варандинского участка Шушинского уезда.

## Население
*Составлено по данным Азербайджанской сельскохозяйственной переписи 1921 г., 1924 (цит. по: Кочарян, 1925. С. 54, 55). Средняя численность семьи вычислена автором.
| Дизакский магал     | численность селений | число дымов | численность населения          | средняя численность семьи |
| ------------------- | ------------------- | ----------- | ------------------------------ | ------------------------- |
| В конце XIX в.      | 33                  | 2051        | 15587                          | 7,6                       |
| По переписи 1921 г. | -                   | 5901        | 29926 — 15418 муж., 14508 жен. | 5,1                       |
|                     |                     |             |                                |                           |

## Мелики
| Титул | Имя               | Начало замещения должности | Конец замещения должности |
| ----- | ----------------- | -------------------------- | ------------------------- |
| Мелик | Мелик Еган        | 1737                       | 1744                      |
| Мелик | Мелик Арам-бек    | 1744                       | 1745                      |
| Мелик | Мелик Исай-бек    | 1745                       | 1781                      |
| Мелик | Мелик Авак-бек    | 1781                       | 1785                      |
| Мелик | Мелик Вахтанг-бек | 1785                       | 1789                      |
| Мелик | Мелик Аббас-бек   | 1789                       | 1805                      |
| Мелик | Мелик Аслан бек   | 1805                       | 1822                      |